# WYSIWYG (album)
WYSIWYG – pochodzący z 1997 roku album brytyjskiej anarchopunkowej grupy Chumbawamba.

## Lista utworów
1. I'm With Stupid – 2:55
2. Shake Baby Shake – 1:53
3. Pass It Along – 3:24
4. Hey Hey We're The Junkies – 1:57
5. The Health & Happiness Show – 1:08
6. I'm Coming Out – 2:47
7. I'm In Trouble Again – 2:30
8. Social Dogma – 1:08
9. WWW Dot – 1:34
10. New York Mining Disaster 1941 – 1:57
11. I'm Not Sorry, I Was Having Fun – 3:03
12. Jesus In Vegas – 2:57
13. The Standing Still – 1:33
14. She’s Got All The Friends – 3:11
15. Ladies For Compassionate Lynching – 1:23
16. Celebration, Florida – 3:14
17. Moses With A Gun – 0:25
18. The Physical Impossibility Of Death In The Mind Of Jerry Springer – 0:48
19. Smart Bomb – 2:31
20. Knickers – 0:21
21. Lie Lie Lie Lie – 2:32
22. Dumbing Down – 4:30 (w tym ukryty utwór, będący krótką, wyłącznie instrumentalną wersją I'm In Trouble Again, znajdujący się po Dumbing Down)